# مستشفى الرمد ببورسعيد
مستشفى الرمد ببورسعيد هو مستشفى تخصصي تقدم الخدمات الجراحية العاجلة وغير العاجلة سواء عمليات بسيطة أو صغرى أو كبرى أو  ذات مهارة في بورسعيد، بورسعيد، مصر.

## الوصف
تبلغ المساحة الكلية لمستشفى الرمد التخصصي ببورسعيد أكثر من 5 آلاف متر مربع، وتتكون من عدد 3 مباني، كما تبلغ الطاقة الاستيعابية للمستشفى 30 سريرًا بالقسم الداخلي والطوارئ والعمليات والمناظير، إضافة إلى 7 عيادات خارجية «الحول، إصلاح الجفون، التجميل، المياه البيضاء، الشبكية والجسم الزجاجي، الجلوكوما، القرنية».

## الخدمات
تقدم جميع الخدمات والرعاية الصحية بداية من الفحوصات الطبية الشاملة ومرورًا بالخدمات التشخيصية المعمل والأشعة ووصولًا إلى العمليات والتداخلات الجراحية الكبرى والمتقدمة وذات مهارة أو طابع خاص، فيما تقدم المستشفى أكثر من 20 خدمة طبية في مجال طب وجراحات العيون، أهمها «عمليات زرع القرنية، ترقيع القرنية، المياه البيضاء وزرع العدسة، المياه الزرقاء، إصلاح التواء وارتخاء الجفون، تركيب دعامة أو تسليك القناة الدمعية، عمليات عينات الأورام وتفريغ العين، الشبكية والجسم الزجاجي، العلاج بمضادات عامل نمو بطانة الأوعية الدموية، حقن الكورتيزون، إزالة الكيس الدهني، إزالة جسم زجاجي وحقن زيت سليكون، إصلاح الحول»، علاوة على تقديمها خدمات الطوارئ، والمعامل، والفحص بالتصوير المقطعي للترابط البصري والتصوير بالصبغة «مجال الإبصار، قياس العدسة أو سمك القرنية، فحص قاع العين، أرجون الليزر».